# Aribert Reimann

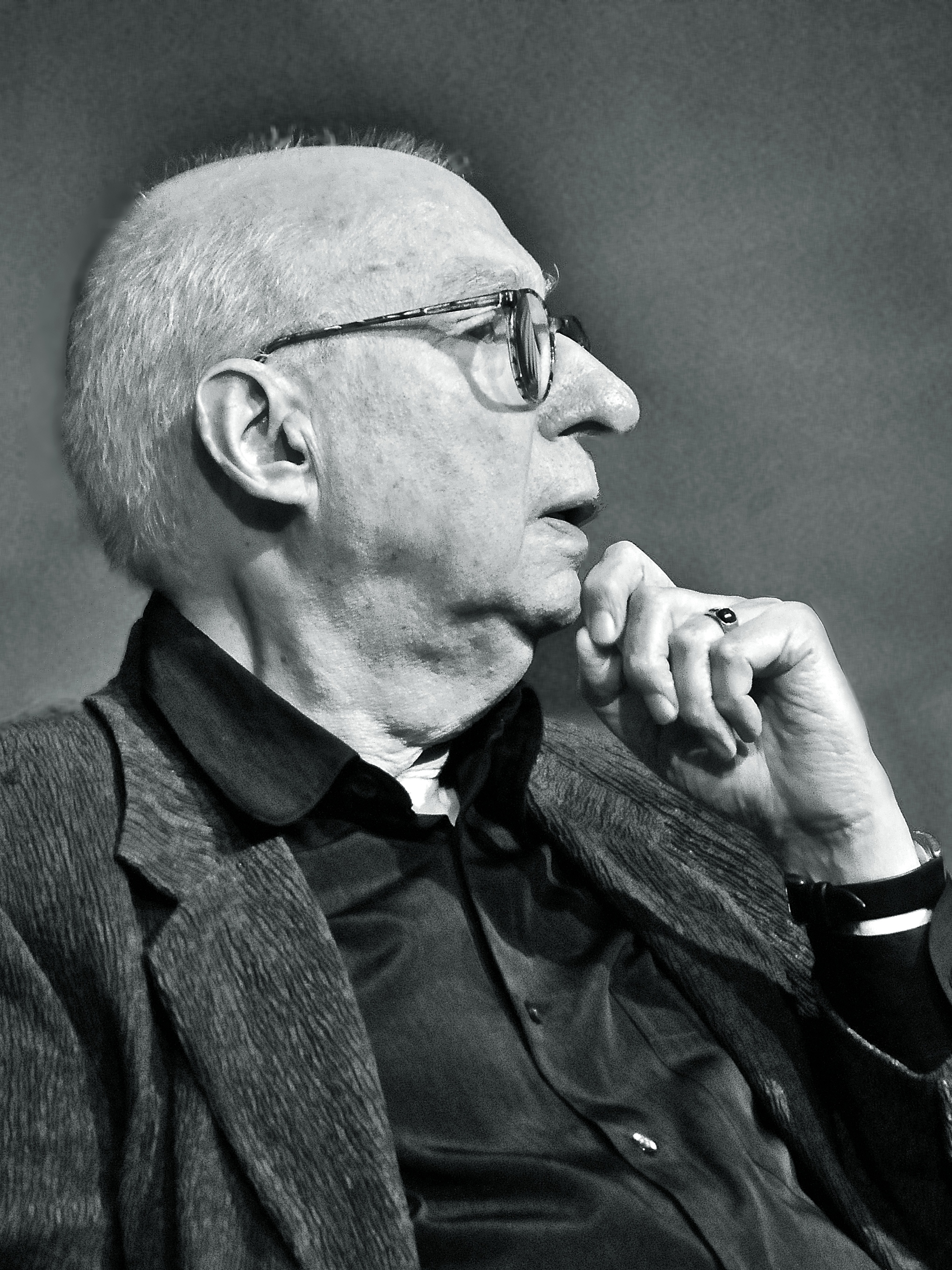
Aribert Reimann (2010)

Aribert Reimann (* 4. März 1936 in Berlin; † 13. März 2024 ebenda) war ein deutscher Pianist, Komponist und Musikwissenschaftler.

## Leben
Aribert Reimann war der jüngere Sohn des evangelischen Kirchenmusikers Wolfgang Reimann (1887–1971) und der Altistin Irmgard Rühle (1894–1972). Beide Eltern waren auch als Professoren tätig. Bereits als Zehnjähriger komponierte Reimann erste Klavierlieder. Er besuchte ein Gymnasium und nach dem Abitur nahm er eine Tätigkeit als Korrepetitor an der Städtischen Oper Berlin auf. Außerdem begann er 1955 das Studium in den Fächern Komposition, Kontrapunkt und Klavier (unter anderem bei Boris Blacher, Ernst Pepping und Otto Rausch) an der Hochschule für Musik Berlin, wo er bis 1959 eingeschrieben war. 1958 ging Reimann zum Musikwissenschaftsstudium an die Universität Wien. Ende der 1950er Jahre folgten zudem erste Auftritte als Pianist und Liedbegleiter. Anfang der siebziger Jahre wurde Reimann Mitglied der Akademie der Künste (Berlin). Bis 1982 wirkte er als Professor für Interpretation moderner Musik an der Musikhochschule Hamburg. In der Zeit von 1983 bis 1998 übernahm er eine Professur an der Hochschule der Künste Berlin im Fachgebiet Zeitgenössisches Lied. Reimann schrieb Kammermusik, Orchesterwerke, Opern sowie breit gefächerte Vokalmusikwerke vom unbegleiteten Sologesang bis zur Chorsinfonik und wurde so zu einem bedeutenden Komponisten der Gegenwart.
Den Anfang seiner Karriere markierten Kooperationen Aribert Reimanns mit Günter Grass für das Ballett. Die Zusammenarbeit kam auf Vermittlung des Tänzers und Choreografen Marcel Luipart zustande. Nach einem Libretto von Grass komponierte Reimann die Handlungsballette Stoffreste (1959) und Die Vogelscheuchen (1970). Zudem vertonte er 1966 das Gedicht März von Günter Grass für Sprechstimme und Flöte. In erster Linie hat sich Reimann als Komponist wichtiger (Literatur-)Opern hervorgetan: Mit Ein Traumspiel nach August Strindberg, das 1965 uraufgeführt wurde, begann Reimanns erfolgreiche Arbeit als Opernkomponist. Melusine (1971 Schwetzinger Festspiele), Lear (1978 Bayerische Staatsoper) nach William Shakespeare, Die Gespenstersonate ebenfalls nach August Strindberg (1984 Berlin), Troades nach dem Schauspiel des Euripides in der Fassung von Franz Werfel (1986 München), Das Schloss nach dem Roman von Franz Kafka (1992 Berlin), Bernarda Albas Haus nach Federico García Lorca (2000 München) und Medea nach dem gleichnamigen dritten Teil der Trilogie Das goldene Vlies von Franz Grillparzer (2010 Wien) festigten den Rang Reimanns als einer der führenden deutschen Opernkomponisten nachhaltig.
Reimann wurde vielfach ausgezeichnet, u. a. mit dem Großen Verdienstkreuz mit Stern der Bundesrepublik Deutschland sowie mit dem Verdienstorden des Landes Berlin. 2011 wurde ihm der Ernst von Siemens Musikpreis für sein Lebenswerk zugesprochen.
Auf Einladung von Walter Fink war er 1997 der siebte Komponist im jährlichen Komponistenporträt des Rheingau-Musik-Festivals.
Das dem zeitgenössischen Klarinettisten und Komponisten Jörg Widmann gewidmete Werk Cantus für Klarinette und Orchester wurde am 13. Januar 2006 im großen Sendesaal des WDR in Köln uraufgeführt. Inspiriert wurde Reimann zu diesem Werk durch die Kompositionen für Klarinette von Claude Debussy.
Aribert Reimann lebte und arbeitete in Berlin, wo er im März 2024 im Alter von 88 Jahren starb.

## Der Busoni-Kompositionspreis
Der Busoni-Kompositionspreis wurde 1988 von Aribert Reimann gestiftet. Er ist der einzige von der Akademie der Künste vergebene Preis zur Förderung des kompositorischen Nachwuchses. Seit 1992 werden zusätzlich auch Kompositionsstudenten gefördert.

## Auszeichnungen

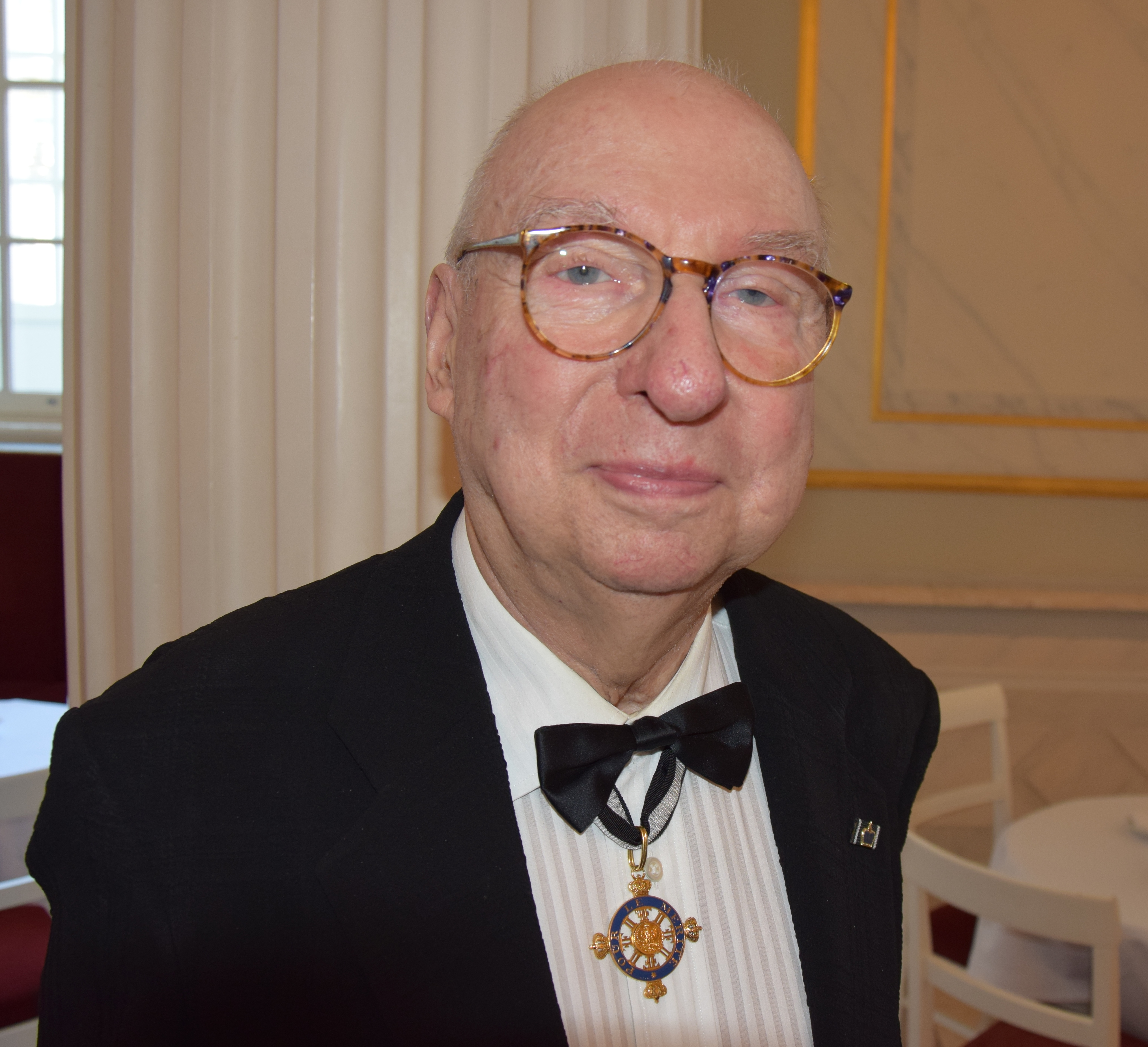
Aribert Reimann mit dem Orden Pour le Mérite (2014)

- 1962: Berliner Kunstpreis für Musik (Junge Generation)
- 1963: Rompreis mit Villa-Massimo-Stipendium
- 1965: Robert-Schumann-Preis der Stadt Düsseldorf
- 1966: Förderungspreis der Stadt Stuttgart
- 1970: Deutscher Kritikerpreis
- 1971: ordentliches Mitglied der Akademie der Künste Berlin
- 1976: Mitglied der Bayerischen Akademie der Schönen Künste
- 1979: Großer Preis der Kulturellen Beziehungen Paris
- 1983: Mitglied der Freien Akademie der Künste Hamburg
- 1985: Großes Verdienstkreuz des Verdienstordens der Bundesrepublik Deutschland
- 1985: Ludwig-Spohr-Preis der Stadt Braunschweig
- 1986: Prix de composition musicale de la Fondation Prince Pierre de Monaco
- 1987: Bach-Preis der Freien und Hansestadt Hamburg
- 1988: Verdienstorden des Landes Berlin
- 1991: Frankfurter Musikpreis
- 1993: Pour le mérite für Wissenschaften und Künste
- 1993: Offizier des „L’Ordre du Mérite Culturel“ des Fürstentums Monaco
- 1995: Großes Verdienstkreuz des Verdienstordens der Bundesrepublik Deutschland mit Stern
- 1999: Kommandeur des „L’Ordre du Mérite Culturel“ des Fürstentums Monaco
- 1999: Verleihung der Goldenen Nadel der Dramatiker Union
- 2001: „Uraufführung des Jahres“ – Auszeichnung in der Kritikerumfrage der Fachzeitschrift Opernwelt für seine Oper Bernarda Albas Haus
- 2002: Preis der Kulturstiftung Dortmund
- 2002: Kunstpreis Berlin
- 2003: Bayerischer Maximiliansorden für Wissenschaft und Kunst
- 2006: Arnold-Schönberg-Preis
- 2010: „Uraufführung des Jahres“ – Auszeichnung in der Kritikerumfrage der Fachzeitschrift Opernwelt für seine Oper Medea
- 2011: Ernst von Siemens Musikpreis
- 2011: Deutscher Musikautorenpreis für den Bereich Komposition Oper/Lied
- 2016: Robert Schumann-Preis für Dichtung und Musik der Akademie der Wissenschaften und der Literatur Mainz[5]
- 2018: Deutscher Theaterpreis Der Faust für das Lebenswerk
- 2024: Deutscher Musikautor*innenpreis der GEMA für sein Lebenswerk[6]

## Ausgewählte Werke
- Bühnenwerke (Entstehungszeit)
  - Stoffreste (1958). Ballett in einem Akt. Libretto: Günter Grass. UA 12. Februar 1959 in Essen (Opernhaus Essen)
  - Ein Traumspiel (1964). Libretto: Carla Henius (nach dem gleichnamigen Schauspiel von August Strindberg, deutsch von Peter Weiss). UA 20. Juni 1965 Kiel
  - Melusine (1970). Oper in 4 Akten. Libretto: Claus H. Henneberg (nach dem gleichnamigen Schauspiel von Yvan Goll). UA 29. April 1971 Schwetzingen (Schwetzinger Festspiele)
  - Die Vogelscheuchen (1970). Ballett in 3 Akten. Libretto: Günter Grass. UA 7. Oktober 1970 Berlin (Deutsche Oper Berlin)
  - Lear (1976/78). Oper in 2 Teilen. Libretto: Claus H. Henneberg (nach König Lear von William Shakespeare, deutsch von Johann Joachim Eschenburg). UA 9. Juli 1978 München (Nationaltheater)
  - Die Gespenstersonate (1983). Libretto: Uwe Schendel und Aribert Reimann (Kammeroper nach dem Kammerspiel Spöksonaten von August Strindberg). UA 25. September 1984 Berlin (Hebbel-Theater)
  - Troades (1985). Libretto: Gerd Albrecht und Aribert Reimann (nach Euripides’ Drama Die Troerinnen, deutsch von Franz Werfel). UA 7. Juli 1986 München (Nationaltheater)
  - Das Schloss (1989/91). Libretto: Aribert Reimann (nach dem gleichnamigen Romanfragment von Franz Kafka und dessen Dramatisierung durch Max Brod). UA 2. September 1992 Berlin (Deutsche Oper Berlin)
  - Bernarda Albas Haus (1998/2000). Oper in 3 Akten. Libretto: Aribert Reimann (nach der gleichnamigen Tragödie von Federico García Lorca, deutsch von Enrique Beck). UA 30. Oktober 2000 München (Nationaltheater).
  - Medea (2007/09). Oper in zwei Teilen. Textfassung vom Komponisten nach Franz Grillparzers „Das goldene Vlies“. UA 28. Februar 2010, Wiener Staatsoper.
  - L’invisible (2011/16). Trilogie lyrique nach Maurice Maeterlinck, Textfassung vom Komponisten. UA 8. Oktober 2017, Deutsche Oper Berlin.[7]
- Orchesterwerke
  - Sinfonie nach der Oper Ein Traumspiel (1964)
  - Rondes für Streichorchester (1967)
  - Loqui (1969)
  - Konzert für Klavier und 19 Spieler (1972)
  - Variationen (1975)
  - Sieben Fragmente für Orchester in memoriam Robert Schumann (1988)[8]
  - Neun Stücke (1993)
  - Konzert für Violine und Orchester (1995/96)
  - SPIRALAT HALOM, Traumspiralen (2002)
  - Nahe Ferne, Momente zu Ludwig van Beethovens Klavierstück in B-Dur (2002/03)
  - Zeit-Inseln (2004)
  - Cantus für Klarinette und Orchester (2006)
- Orchesterwerke mit Gesang
  - Ein Totentanz, Suite für Bariton und Kammerorchester (1960)
  - Hölderlin-Fragmente für Sopran und Orchester (1963)
  - Verrà la morte, Kantate nach Cesare Pavese für Soli (Sopran, Tenor, Bariton), zwei gemischte Chöre und Orchester (1966)
  - Engführung für Tenor und Orchester (1967)
  - Inane, Monolog für Sopran und Orchester (1968)
  - Fragmente aus der Oper Melusine (1970)
  - Zyklus nach Texten aus dem Gedichtband Atemwende von Paul Celan für Bariton und Orchester (1971)
  - Lines für Sopran und Kammerstreichorchester (1973)
  - Wolkenloses Christfest, Requiem für Bariton, Violoncello und Orchester (1974)
  - Six Poems by Sylvia Plath (1975)
  - Fragmente aus „Lear“ für Bariton und Orchester (1976/78)
  - Chacun sa chimère, Poème visuel von Charles Baudelaire für Tenor und Orchester (1981)
  - Drei Lieder nach Gedichten von Edgar Allan Poe für Sopran und Orchester (1980/82)
  - Requiem für Sopran, Mezzosopran, Bariton, gemischten Chor und Orchester (1982)
  - Finite Infinity nach Gedichten von Emily Dickinson für Sopran und Orchester (1994/95)
  - Die Pole sind in uns für Bariton und Klavier, nach einem Gedicht von Paul Celan (1995)
  - Kumi Ori für Bariton und Orchester (1999)
  - Tarde für Sopran und Orchester (2003)
- Vokalmusik
  - März für Sprecher und Bassflöte (1966), UA 30. Juli 1966 Biswil (CH), Alte Kirche (Günter Grass, Sprecher; Aurèle Nicolet, Flöte)
  - Entsorgt für Bariton solo (1989)
  - Shine and Dark nach einem Gedicht von James Joyce, für Bariton und Klavier (linke Hand) (1989)
  - Eingedunkelt für Alt solo. Neun Gedichte (1992)
  - Lady Lazarus für Sopran solo (1992)
  - Nightpiece für Sopran und Klavier (1992)
  - Fünf Lieder nach Gedichten von Paul Celan für Countertenor und Klavier (1994/2001)
  - …ni una sombra, Trio für Sopran, Klarinette in A und Klavier, nach einem Gedicht von Friedrich Rückert und Worten von Antonio Porchia (2006)
  - Ein Blick war’s, der mich ins Verderben riss. Zweiter Monolog der Stella aus dem gleichnamigen Schauspiel von Johann Wolfgang von Goethe, für Sopran und Klavier (2014)
- Kammermusik
  - Reflexionen für sieben Instrumente (1966)
  - Trovers nach altfranzösischen Troubadour-Texten für Sprechstimme und Ensemble (1967)
  - Unrevealed für Bariton und Streichquartett (1981)
  - Gedichte der Maria Stuart von Robert Schumann, op. 135 von 1852 für Mezzosopran und Kammerensemble (1988)
  - … oder soll es Tod bedeuten? Acht Lieder und ein Fragment von Felix Mendelssohn Bartholdy nach Gedichten von Heinrich Heine (1996) für Sopran und Streichquartett bearbeitet und mit sechs Intermezzi verbunden
  - Metamorphosen über ein Menuett von Franz Schubert (D 600) für zehn Instrumente (1997)
  - Drei Gedichte der Sappho, in der deutschen Übertragung von Walter Jens (2000)
  - Fanfarrias para el público für 15 Blasinstrumente (2004)
- Klavier solo
  - Erste Sonate (1958)
  - Spektren (1967)
  - Variationen für Klavier (1979)
  - Auf dem Weg (1989/93)
- Violoncello
  - Cellokonzert
  - Cellosonate